# Lord’s Cricket Ground
Lord’s Cricket Ground er et idrætsanlæg, beliggende nordvest for London. Anlægget er opkaldt efter dets skaber, Thomas Lord, og blev flyttet til dets nuværende placering i 1814. Anlægget blev benyttet til bueskydning under sommer-OL 2012, men benyttes normalt til cricket.